# グウェンドリン女王
グウェンドリン女王（グウェンドリンじょおう、英語：Gwendolen、ラテン語：Guendoloena グエンドレナ）は、伝説上のイギリス史の女性で、ジェフリー・オブ・モンマスによれば、ブリトン人の王ロクリヌスの妻だったが、戦争で夫を破って、自らブリテン島を統治した。
コーンウォールのコリネウスの娘で、ロクリヌスと結婚し、一人息子マッダンをもうけた。しかし、ロクリヌスはフン族のフンベル（Humber）から解放したドイツの王女エストリルディス（Estrildis）に恋してしまった。コリネウスの死後、ロクリヌスはグウェンドリンと別れ、エストリルディスと結婚した。グウェンドリンはコーンウォールに逃げ、挙兵し、戦場でロクリヌスとあいまみえ、打ち負かした。
ロクリヌスの死後、グウェンドリンはブリテンの王となり、かつてコーンウォールを治めた父にならって国を治めた。グウェンドリンはエストリルディスとその娘ハブレンの殺害を命じた。二人が沈められた川はこの娘の名前にちなんでセヴァーン川（ウェールズ語：Afon Hafren。「Hafren」の古ウェールズ語表記は「Habren」）と名付けられた。
グウェンドリンの統治は15年続き、その間平和だった。息子マッダンに王位を譲った後は、コーンウォールで余生を送った。
ジェフリーによると、古代イスラエルでいうとサムエルの統治期、アルバ・ロンガでいうとアエネーイス・シルウィウスの統治期、ホメーロスがギリシャで名声を得た頃、グウェンドリンは亡くなったという。